# 접촉격
접촉격(영어: pertingent case)은 다른 사물 등에 접촉을 나타내는 문법적 격으로, 아르치어, 틀링깃어에서 발견된다.

## 같이 보기
- 격